# 残酷の4段階

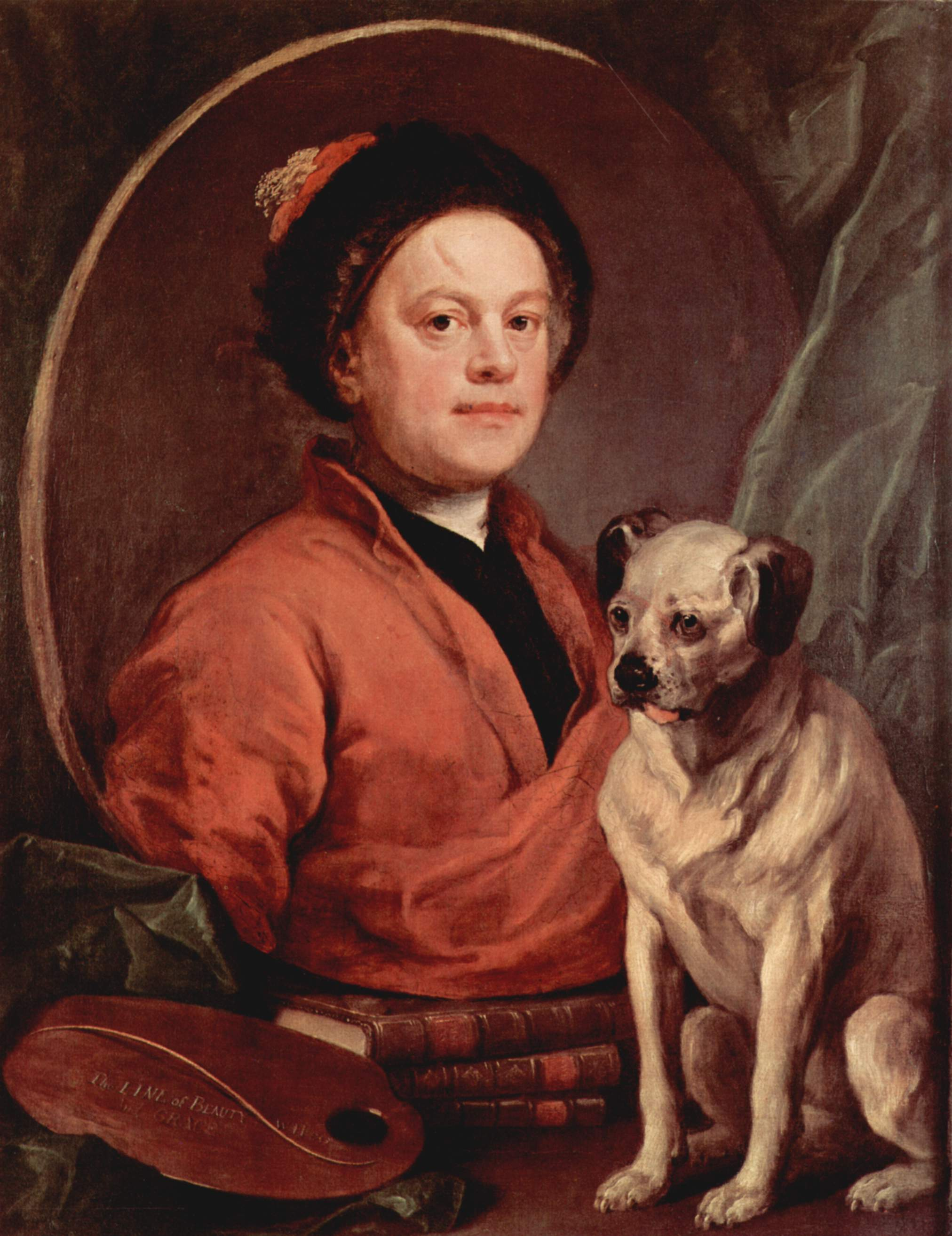
ウィリアム・ホガース

『残酷の4段階』（ざんこくのよんだんかい、英: The Four Stages of Cruelty）は、イングランドの芸術家ウィリアム・ホガースが1751年に出版した4枚組のエングレービング（版画）集である。それぞれの作品では、架空の人物であるトム・ネロ（英: Tom Nero）の人生の一幕が切り取られている。
犬をいたぶる子ども時代を描いた『残酷の第1段階』 "First stage of cruelty" に始まり、ネロは自分の馬を人間のように鞭打つようになり（『残酷の第2段階』 "Second stage of cruelty"）、3枚目の『残酷の完成』 "Cruelty in perfection"では、辻強盗、教唆、そして殺人にまで手を染める。最後の1枚である『残酷の報酬』 "The reward of cruelty"では、ネロのような道を歩む者の避けられない運命として、ホガースが警告する通りの運命を辿る。この絵でネロは、殺人者として絞首台に掛けられた後、解剖劇場で外科医たちによって解剖される。
この版画自体は、道徳的教訓として作られたものである。作者のホガースは、ロンドンの通りで日常的に起こる悲惨な事件に驚くばかりであった。版画は、いわゆる下層の労働者階級に行き渡るように、安い紙に印刷された。連作は処刑の乱暴さ、そして残忍さを容赦無く描いているが、これにはホガースの他の作品に見られるような愉快なタッチも無い。ホガースは、作品を見る労働者階級の人々に自分のメッセージが伝わる必要性を強く感じていた。それでもなお、この作品には、ホガースを印象づける詳細で絶妙なタッチが色濃く残っている。

## 歴史

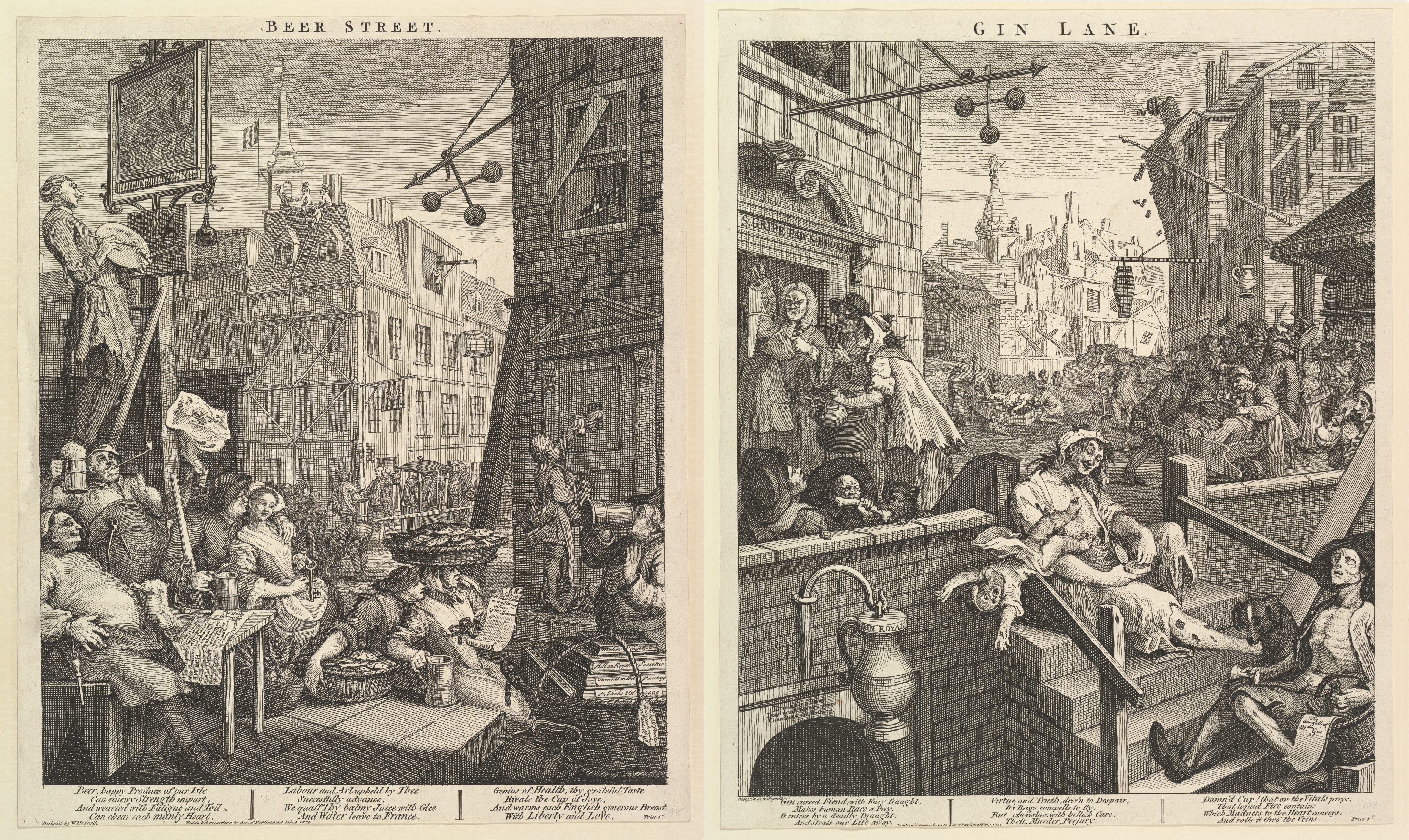
『ビール通り』と『ジン横丁』（1751年）

『ビール通りとジン横丁』のようなホガースの他作品と同様に、『残酷の4段階』は、子どものような悪ふざけが犯罪に至るまでどれだけ容易か示すことで、不道徳な振る舞いへの警句となるよう描かれた。ホガースの目的は、「動物に対するこのようなむごい仕打ち、わたしたちのロンドンの通りを悩ませるようなこの眺め」を正すところにあった。ホガースは、自画像に飼っていたパグを描くほどの動物好きで、チジックの自宅には飼い犬や鳥の墓を作るほどであった。
ホガースはこのエングレーヴィングの画題を婉曲にではなく、意図してあからさまに描写した。これは絵を作業場やタヴァーンの壁に貼って、いわゆる「最下層の人々」（英: "men of the lowest rank"）にも理解してもらいたいと考えたためだった。作品そのものは『ビール通り』と『ジン横丁』のようにラフに描かれたもので、他の作品のような精緻な線はあまり見られない。精巧なエングレーヴィングと丁寧な図版は、目的とする層に届けるには高価になるほか、ホガースは見事な線画よりも、太い筆運びの方が情熱が伝わるだろうと考えており、「素晴らしく描くことやエングレーヴィングすることは、どちらもまったく必要無い」（英: "neither great correctness of drawing or fine engraving were at all necessary"）と書き残している。
版画の価格を目的の層の手にも届くものにするため、ホガースは当初彫り師のJ・ベルへ、4作品を木版画にするよう頼んでいた。しかしこの方法は、当初想像していたよりも高く付き、後ろ2枚だけしか彫り上げられなかったほか、この版木では商業用には1枚も印刷されなかった。代わりにホガースは、自分でエングレーヴィングを行い、『ビール通り』・『ジン横丁』と一緒に、1751年2月14日から16日の3日間ロンドン・イヴニング・ポストに広告を出して、出版を宣伝した。刷り上がった作品は1751年2月21日に出版され、それぞれにはホガースの友人であるジェームズ・タウンリーが道徳的な警句を付けた。『勤勉と怠惰』"Industry and Idleness"など初期のエングレーヴィングと同様に、各作品は「普通の」（英: "ordinary"）紙に印刷され、それぞれ「1s」、つまり1シリング（2023年の9.90ポンドに相当）で販売されたが、これは道徳的警句として労働者階級が自分で買えるような金額だった。またコレクター用に、「より上質」（英: "superior"）な紙に印刷した「美麗」（英: "Fine"）版も、「1s. 6d.」、つまり1シリング6ペンス（2023年の14.90ポンドに相当）で販売された。
3枚目・4枚目についてはベルの版木による別バージョンが存在し、これらにはエングレーヴィング版よりも早い1750年1月1日の日付が付けられている。1790年にジョン・ボイデルによって再版されたものだが、ベル版の木版画は3枚目・4枚目ともにほとんど現存しない。

## 版画
以下の作品名は、国立西洋美術館の所蔵目録に拠った。

### 『残酷の第1段階』

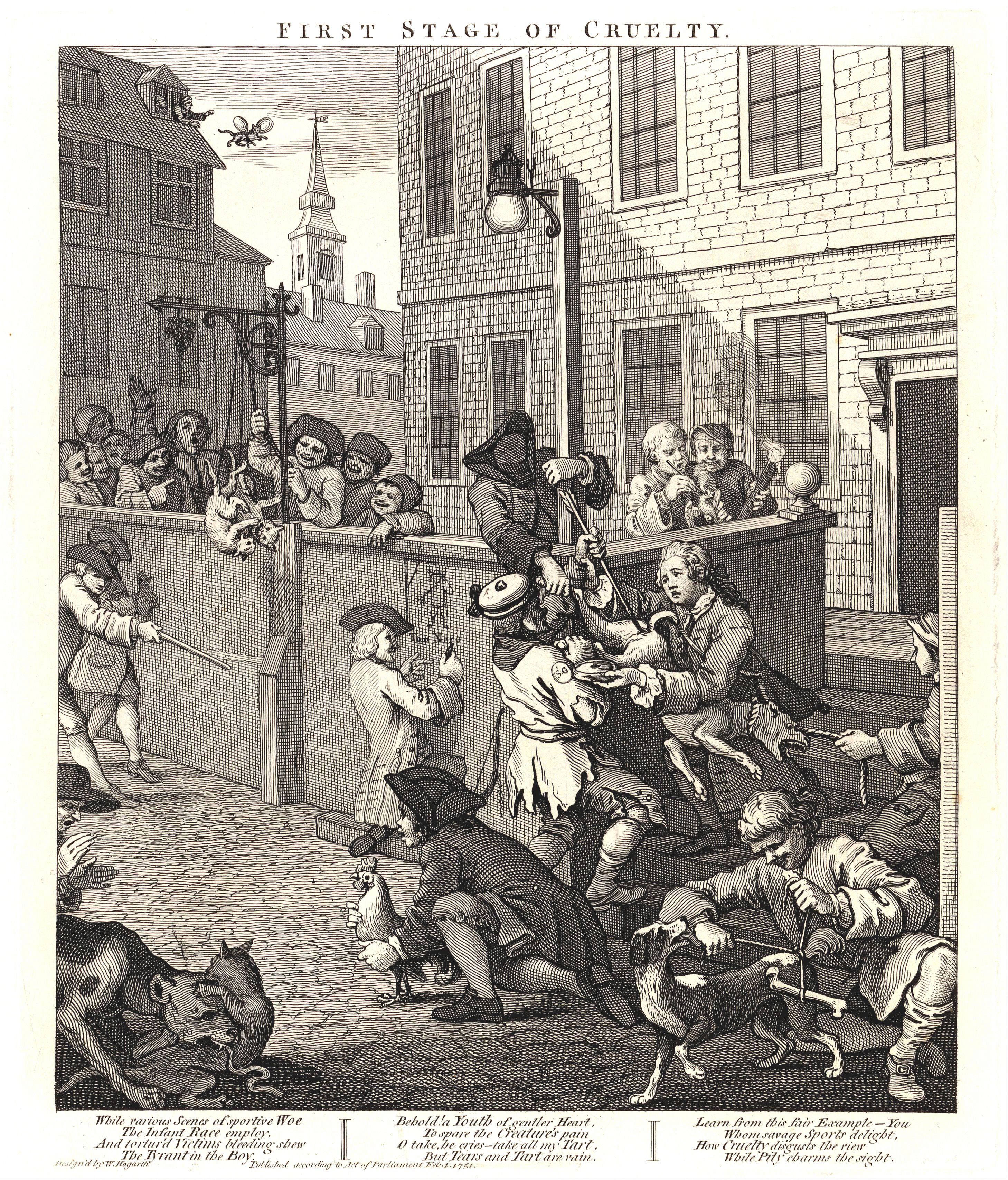
『残酷の第1段階』（第1プレート） - First stage of cruelty (Plate I)

原題は "First stage of cruelty"。第1枚目でホガースは作品の主人公である「トム・ネロ」（英: Tom Nero）を紹介するが、彼の名字は同名のローマ皇帝から取られたか、または "No hero"（英雄でない）の縮約と考えられている。作品の中央で目を引くように、彼は他の男子に手助けさせ、犬の肛門に矢を突き刺しているが、この虐待は明らかに、ジャック・カロの『聖アントニーの誘惑』"Temptation of St. Anthony" で見られる、罪人を罰する悪魔の絵に着想を得たものである。彼の薄い色で破れかけのコートには、型にイニシャル入りのバッジが付いており、そこから彼がセント・ジャイルズのチャリティ・スクールに通っている学生だと読み取れる。ホガースは『ジン横丁』や "Four Times of the Day" (en) の『昼』 "Noon" など多くの作品で、背景に悪名高いスラム街であったセント・ジャイルズを描いている。犬の飼い主と考えられる心優しげな男子は、怯えた動物をいじめないようネロに懇願しているが、彼を宥めるため食べものすら差し出している。この子どもは幼いジョージ3世を描いたものと推測されている。彼の見た目は、作品を埋め尽くすその他のしかめ面で醜いいじめっ子と比べて、わざと好ましい見た目に描かれており、作品の下に書かれた文章でもそれが明確になっている。
| While various Scenes of sportive Woe, The Infant Race employ, And tortur'd Victims bleeding shew, The Tyrant in the Boy. | Behold! a Youth of gentler Heart, To spare the Creature's pain, O take, he cries—take all my Tart, But Tears and Tart are vain.                  | Learn from this fair Example—You Whom savage Sports delight, How Cruelty disgusts the view, While Pity charms the sight.                         |
| はしゃぎ立てた悲痛な場面の間、 競う幼子たちを従え、 血を流した犠牲者を折檻する、 男子たちの暴君よ。                      | 見よ！優しき心を持った若者が、 苦しむ生き物への容赦を乞うて、 ああどうか、と涙を流し―このタルトを取るがいい、 しかれど涙とタルトは一顧もされず。 | この公平な一例から学べ—お前は 残酷な娯楽が楽しいと言うのなら、 むごたらしさがどんなに見た目を損なっているか、 そして憐れみがどれほどの癒やしか。 |

その他描かれている子どもたちは、揃いも揃って野蛮な振る舞いをしている。階段のてっぺんにいる2人は、たいまつ持ちのたいまつで熱した針で鳥の目を焼いているし、最前部にいる子どもたちは鶏投げ（国民的なフランス (Early modern France) への敵意の表出かもしれない）をしており、また犬には届かない尻尾の部分に骨を結びつけている子どももいる。奥では尻尾で吊る下げられた猫2匹が喧嘩をしているほか、左下の角では猫へ犬が襲いかかっている。また上部では浮き袋を2つ括り付けられた猫が、高い窓から放り投げられている。彼の運命を予言するように、トム・ネロの名前は、絞首台に吊された男の絵の下にチョークで落書きされているが、これにより画家がトムを主人公に据えていることが分かる。子どもたちをおとなしくさせるべき教区の警官がいないことは、ホガースの重要な非難のひとつである。彼はヘンリー・フィールディングの唱えた、犯罪率の上昇は、民生委員が自分の社会的地位と金銭的報酬にしか目が無く、貧困者を監督しきれていないからだという説に賛同していた。
下部に書かれたオーサーシップには、「W・ホガース作、議員立法により出版。1751年2月1日」（英: Designed by W. Hogarth, Published according to Act of Parliament. 1 Feb.. 1751）と書かれている。ここで言う議員立法とは1734年エングレーヴィング著作権法を指すと考えられる。ホガースの初期の作品は多くが、彼の著作権やロイヤルティーが蔑ろにされたまま大量に再版されており、ホガースは自身の芸術的資産に敏感であった。このため彼は、議員の友人を通して、エングレーヴィング作者の権利を守る法律を通過させるよう後押ししていた。ホガースが後押ししたこの法案は、「ホガース法」（英: "Hogarth Act"）として知られている。

### 『残酷の第2段階』

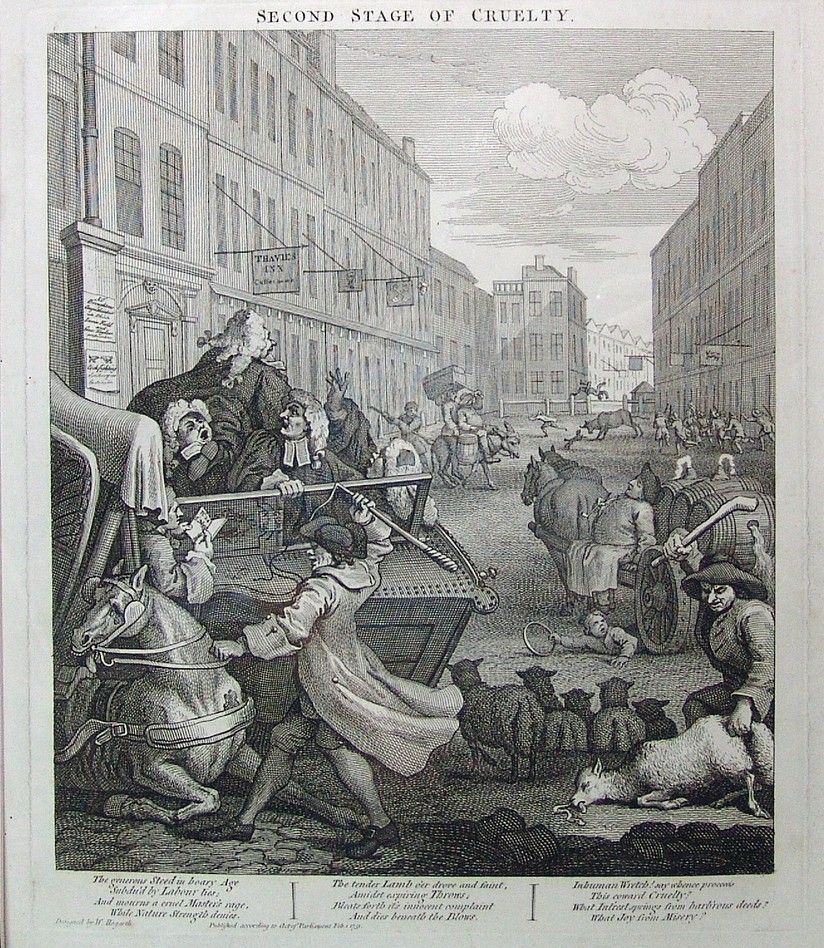
『残酷の第2段階』（第2プレート） - Second stage of cruelty (Plate II)

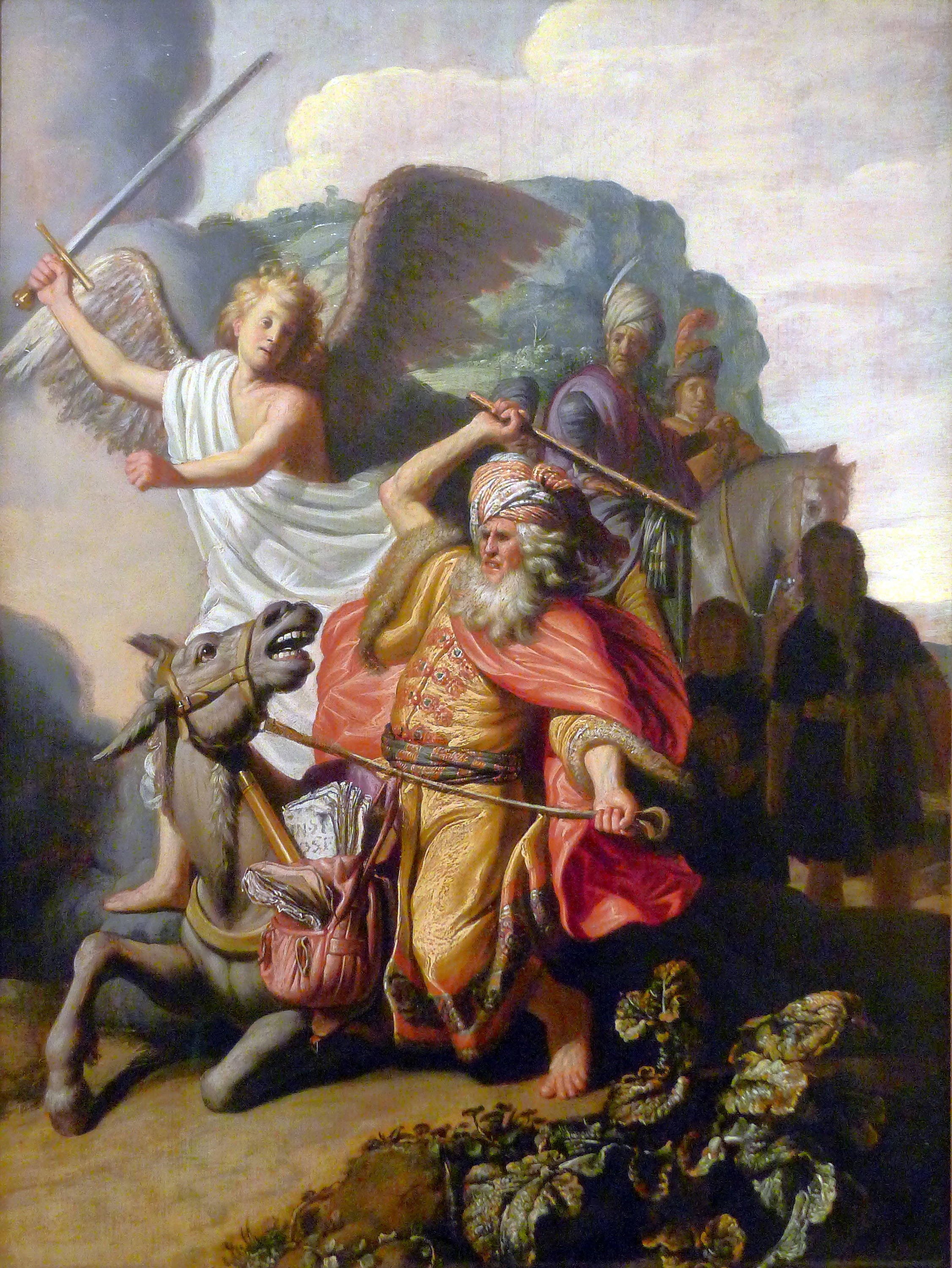
『バラムとロバ』"Balaam and the Ass"、レンブラント・ファン・レイン作

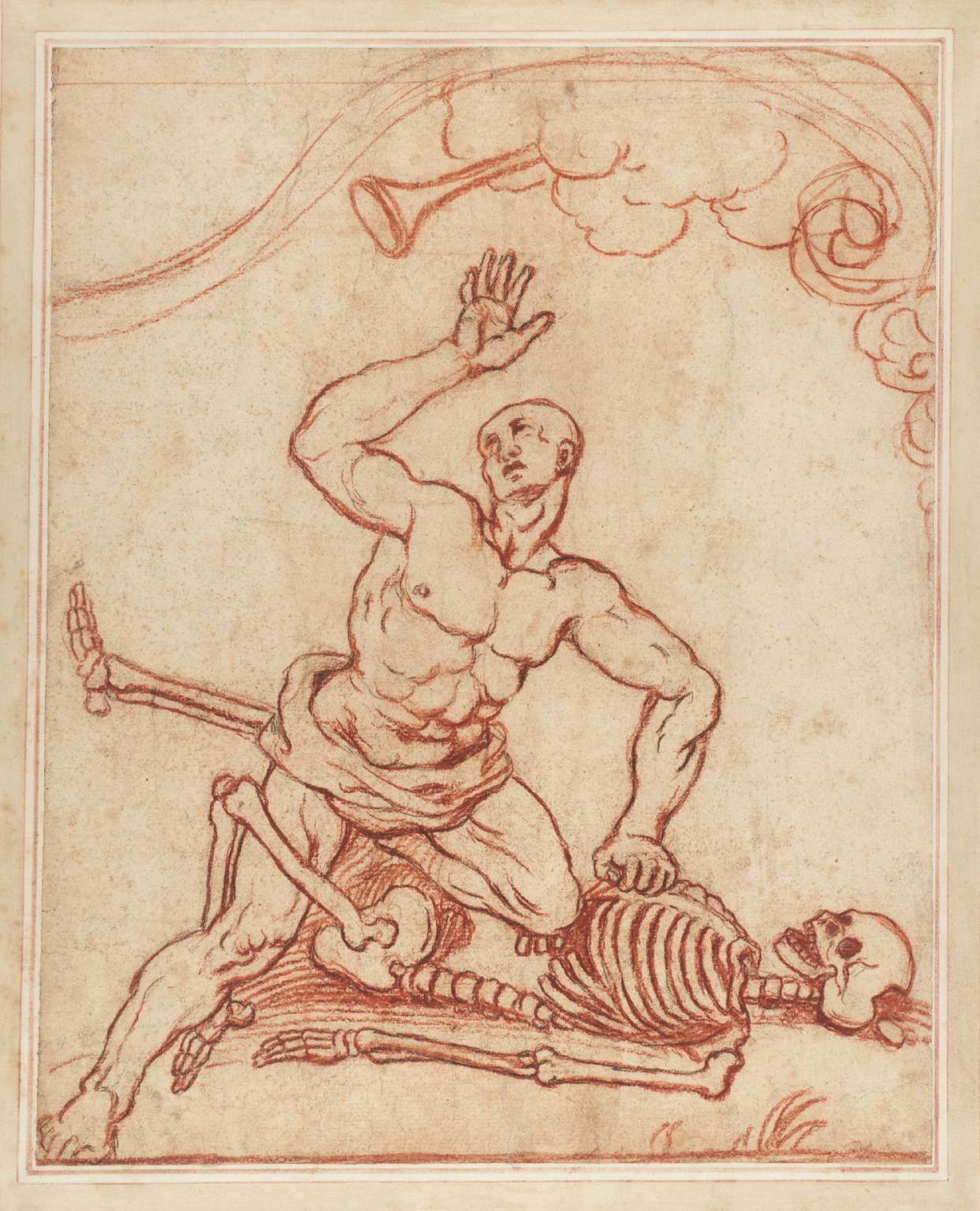
"George Taylor Triumphing over Death"（意味：死に打ち勝ったジョージ・テイラー）、ホガース作

原題は"Second stage of cruelty"。第2プレートでは、ロンドンの弁護士たちが共同で入居していた法学予備院セイヴィーズ・インの門を舞台とするが、この場所は皮肉を込めて「泥棒宿場の門」（英: Thieves Inn Gate）と書かれることもあった。トム・ネロは成長して辻馬車の馭者となり、学生の頃の娯楽めいた残酷さは、職業持ちの専門的なそれへと変化していた。トムの馬は長年の虐待と酷使に消耗しきって、脚を折って馬車をひっくり返し、倒れ込んでしまった。トムは馬の痛みなど気にせず、馬の目が飛び出る程、怒りに任せて打ち付けている。ホガースは風刺的に、4人の太った法廷弁護士が馬車からもがき出ようとする様子を滑稽に描いている。彼らは高名な法学者の風刺画と考えられるが、ホガースはその名前を明らかにしておらず、現在でもモデルは分かっていない。画面中では他にも動物虐待が行われており、例えば家畜商はヒツジを殴り殺しているし、後ろではロバが明らかに重すぎる荷物を背負って歩かされているほか、牛攻めも行われている。この絵の下に付けられた警句は次の通りである。
| The generous Steed in hoary Age, Subdu'd by Labour lies; And mourns a cruel Master's rage, While Nature Strength denies. | The tender Lamb o'er drove and faint, Amidst expiring Throws; Bleats forth it's innocent complaint And dies beneath the Blows. | Inhuman Wretch! say whence proceeds This coward Cruelty? What Int'rest springs from barb'rous deeds? What Joy from Misery?                                           |
| かつて気高かった馬は、 労苦に服従させられ横たわっている そして残酷な使役者の怒りを悲しみ、 自然の力を否定している。      | 優しい羊は走らされて弱ってしまい、 途中で力を失った 無垢な訴えを鳴いて表し 殴打の下で息絶えた                                  | 冷酷な悪党め！ 言うがいい、いったいなぜ続くのか、 このような小心者の無慈悲が？ むごたらしい振る舞いからどんな喜びが湧き出るのか？ 不幸からどんな喜びを得られるのか？ |

この絵の残酷さには、人間の虐待も含まれている。4輪荷馬車は荷馬車屋が眠り呆けている間に、遊んでいる子どもを轢(ひ)いており、荷馬車屋は子どもの怪我にも、運ぶ樽からビールが漏れ出ていることにも気付いていない。後ろにある広告ポスターでは闘鶏とボクシング戦が宣伝されており、画題となっている人々が残酷な娯楽としてこれらを好んでいることを更に裏付ける。ボクシング戦はブラウトンの円形闘技場（英: Broughton's Amphitheatre）で開催されるとあるが、これは「拳闘の父」（英: "father of pugilism"）ことジャック・ブラウトンによって設立された悪名高い無法劇場で、当時の文書には、出場者が左足を床に括り付けられた状態で戦いに挑み、最も出血傷が少なかったものが勝者と認められたと書かれている。宣伝されているボクシング戦にはジェームズ・フィールドのものがあるが、彼はこの連作が出版される2週間前に絞首刑となった人物で、第4枚目にも名前が登場する。もう1人の参加者は、ジョージ・"バーバー"・テイラー（英: George "the Barber" Taylor）だが、彼はイングランドチャンピオンになったものの、ブラウトンに負けて1750年に引退した人物である。テイラーが1757年に死んだ時、ホガースは彼が死神を打ち負かすスケッチを数枚手掛けたが、これは彼の墓用だったと考えられている。
ヴェルナー・ブッシュ（独: Werner Busch）は、この作品の構成が、レンブラントが1626年に描いた『バラムとロバ』"Balaam and the Ass"に影響を受けていると指摘している。
第1プレートを繰り返すように、絵の中には虐待される馬の幸福を気に掛ける人物がひとりだけ描かれている。ネロの左側には、ほとんど姿が隠れているが、ネロを通報するため、彼の辻馬車番号を書き留める男の姿が描かれている。

### 『残酷の完成』

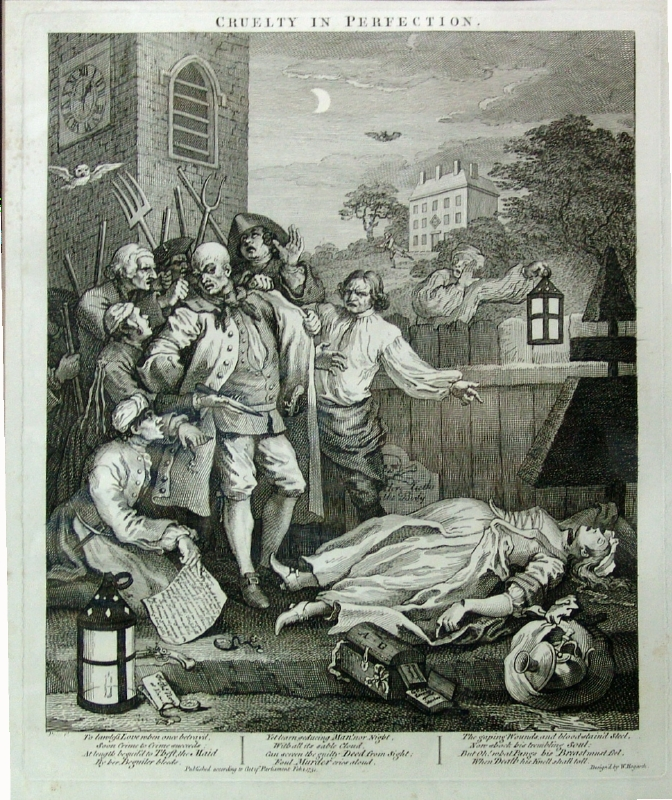
『残酷の完成』（第3プレート） - Cruelty in perfection (Plate III)

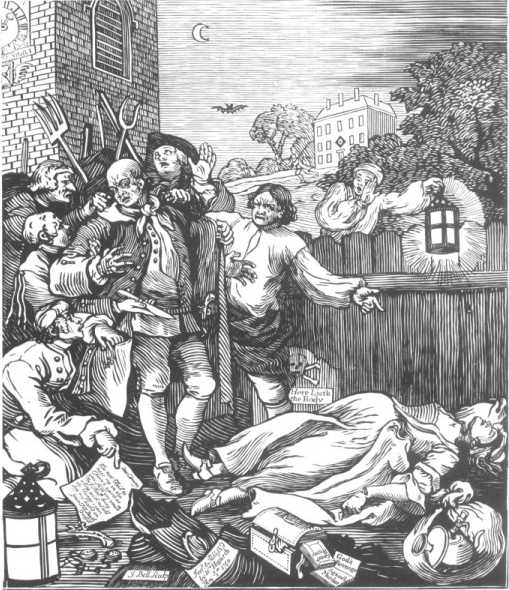
ベルの作った木版では、最下部の丸木にベルとホガースの名前、日付が刻印されている

原題は "Cruelty in perfection"。第3プレートに至るまでに、ネロは動物虐待を泥棒や殺人にまでエスカレートさせていた。妊娠した恋人のアン・ギル（英: Ann Gill）に、自分の女主人へ強盗し逃げてくるよう唆したネロは、彼に会いに来た彼女を殺してしまう。ふたりはこれまで共謀して泥棒を行っていたが、良心の呵責にさいなまれた彼女が足抜けを提案し、仲違いしたものとされている。殺人は格別残酷なもので、首、手首、人差し指はほとんど切り離されかけている。彼女の宝石箱やアンが盗んできた物品は彼女の脇に転がっており、切り離されかけた彼女の人差し指は、聖公会祈祷書とともに箱から落ちた一冊の本の、「神は殺人に復讐する」（英: "God's Revenge against Murder"）という字句を指している。ネロのポケットを探る女性は、こちらに拳銃や沢山の懐中時計が入っていたことを明らかにし、彼が『勤勉と怠惰』のトム・アイドルのように辻泥棒をしていた証拠を露わにする。また、アン・ギルからの手紙は次のように読める。
Dear Tommy
My mistress has been the best of women to me, and my conscience flies in my face as often as I think of wronging her; yet I am resolved to venture body and soul to do as you would have me, so do not fail to meet me as you said you would, for I will bring along with me all the things I can lay my hands on. So no more at present; but I remain yours till death.
 Ann Gill.

（訳：愛しいトミー
ご主人様はわたしにとって最も素晴らしい女性で、彼女への背信を思う度、眼前にわたしの良心が浮かびます。しかしわたしはあなたが求める通り、自分の身体と魂を危険にさらす覚悟をしました。手に入れられる限りのものを持って向かいますから、自分で仰ったようにわたしに会うことを止めないでください。今のところこれだけです—それでもわたしは死ぬまであなたのものです。
アン・ギル）

この文章のスペリングは完璧であり、非現実的でこそあれ、ホガースは丁寧にこの場面がおどけたものになってしまうのを避けている。捨てられた封筒には、"To Thos Nero at Pinne..." と宛名が書かれている。ロナルド・ポールソンは、『残酷の第2段階』での羊の死と、無抵抗の女性が殺された様子を同一視している。
下部に書かれた警句は、後悔もしていないネロに対し唖然とした様子を書き連ねている。
| To lawless Love when once betray'd. Soon Crime to Crime succeeds: At length beguil'd to Theft, the Maid By her Beguiler bleeds. | Yet learn, seducing Man! nor Night, With all its sable Cloud, can screen the guilty Deed from sight; Foul Murder cries aloud. | The gaping Wounds and bloodstain'd steel, Now shock his trembling Soul: But Oh! what Pangs his Breast must feel, When Death his Knell shall toll.       |
| 1度裏切られたならば手に負えない愛よ。 すぐ犯罪が犯罪に続いていく。 長い間盗人にさせられ、メイドは 詐欺師のせいで血を流す。      | さあ学べ、唆し人！夜も、 黒雲ですべて覆い尽くされたとしても、 この罪業を目から隠すことはできない、 汚い殺人者は大声をあげる。 | ぱっくり開いた傷に血塗られた刀が、 いま彼の震える魂に衝撃を与える。 しかしおお！どんな苦しみが彼の胸に染みようか、 死神がその凶兆を響き渡らせる時には。 |

作品内に書かれた様々なものが、観る者の恐怖の念を強める。殺人者は墓場にいるが、場所についてはセント・パンクラスとの説が有力視されているが、伝記作家のジョン・アイルランドは、メリルボーンに似ていると指摘している。画面にはフクロウとコウモリが1羽ずつ飛んでおり、月がこの悪事を照らしていて、散らばった時計は丑三つ時の終わりを指し示している。構図はアンソニー・ヴァン・ダイクの『キリストの逮捕』 "The Arrest of Christ" に着想を得ている可能性が指摘されている。善きサマリア人はまたしても1人で、トムを非難する歯を剥いて唸るような人々の中に、1人だけ天を仰いで憐れみを示す人物がいる。
ベルが版木を彫った木版画では、トムが何も握らない手をこちらに見せている（エングレーヴィング版ではコートに隠れて見ることができない）。他にも手紙の文章に違いがある。またランタンや本など細かいアイテムは大きくなったり単純化されているが、トムの左にいる人物やトピアリーは完全に除去されてしまっている。またフクロウは時計塔に据えられた、翼の付いた砂時計に置き換えられている。

### 『残酷の報酬』

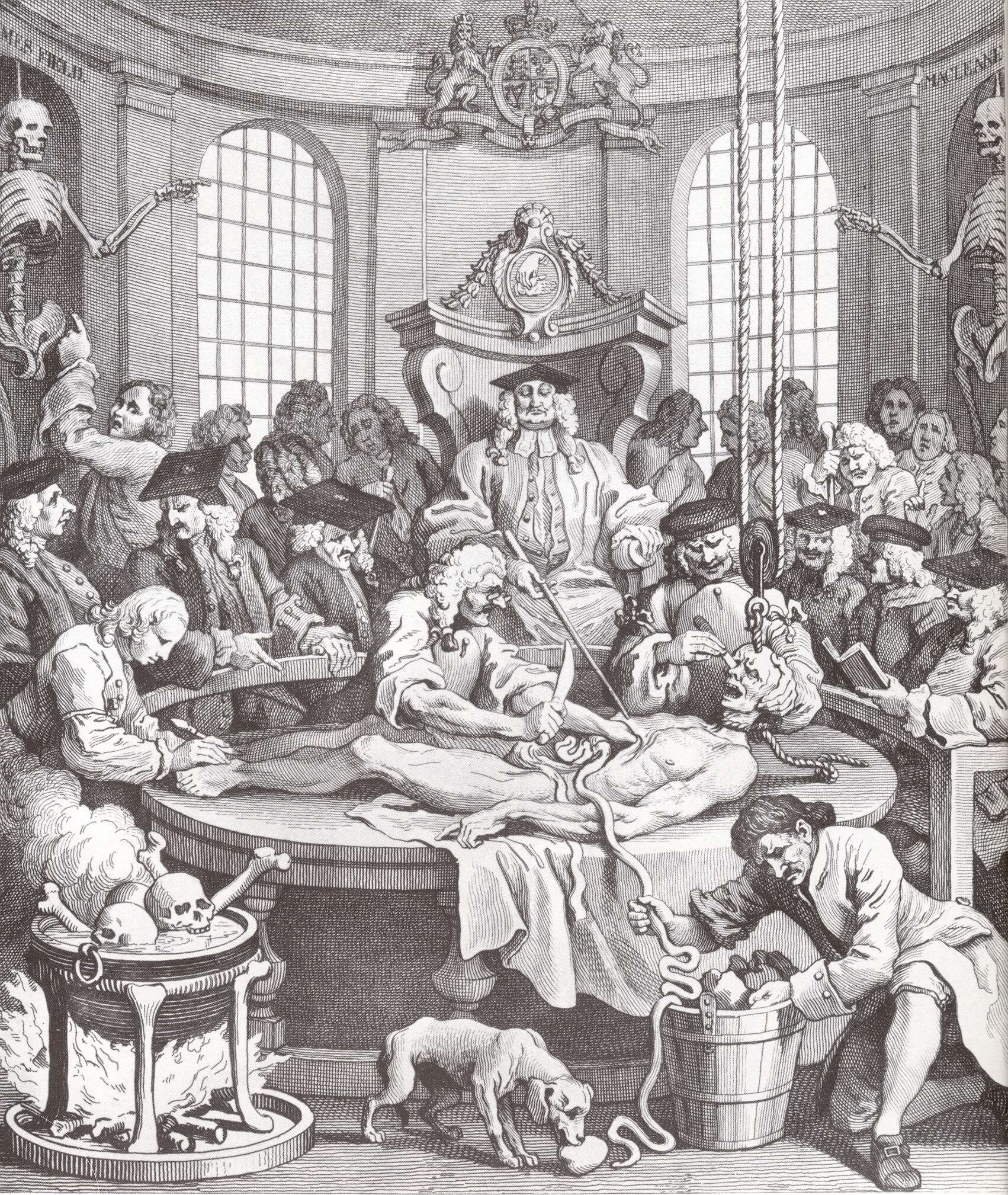
『残酷の報酬』（第4プレート） - The reward of cruelty (Plate IV)

原題は "The reward of cruelty"。公判に掛けられ殺人の罪で有罪となった後、ネロは絞首刑にされ、不名誉な公開解剖に処されることになった。出版から1年後、1752年殺人法により、殺人者の遺体は、外科医の元へ運ばれ、「検分され、解剖される」（英: "dissected and anatomised"）ことが明文化された。この条文は遺体に対する更なる処罰として期待され、埋葬の拒絶が、犯罪抑止力になることも期待されていた 。ホガースがエングレーヴィングを制作した当時、この権利は法律で明文化こそされていなかったが、外科医たちの遺体引き取りは行われていた。
腕に掘られた入れ墨によりトム・ネロであることが分かり、また首に巻き付いたままの縄が、絞首刑に処されたことを指し示す。長年の遺体解剖で非情になった解剖者たちは、ネロがその被害者に行っていたよりももっと酷い仕打ちを行っている。例えば彼の目は『残酷の第2段階』で馬にやったようにえぐり出されているし、彼の心臓は犬に食べられているが、これは『残酷の第1段階』の詩的な意趣返しともとれる。ネロの顔は苦痛に激しく歪んでいるが、その描写は現実的ではなく、ホガースは観る側の恐怖を煽る目的でこうしたと考えられている。第3プレートの『残酷の完成』でアン・ギルの指が指し示したように、ネロの指は自分の運命を指し示すように、鍋で茹でられた骸骨を指している。
解剖する外科医たちの様子を、角帽 (Square academic cap) を被った前列の学者たちが見学しているが、かつらと杖を持った外科医たちは、解剖をほとんど無視して自分たちの相談に興じている。中央で見物している最高責任者は、当時イングランド王立外科医師会の会長だったジョン・フレークと特定されている。フレークは、1749年に起きた、絞首刑犯ボサヴァーン・ペンレズの遺体入手騒動に関与していた。白熱した遺体解剖とその場で骨が茹でられる描写を除けば、この絵で描かれているのは、当時の解剖として一般的な手順である。
後方の左右にある骨格標本には、『残酷の第2段階』にも名前が登場したボクサーのジェームズ・フィールド、有名な辻泥棒だったジェームズ・マクレーンの名前がある。どちらの人物も、この連作が出版される直前に絞首刑にされた（マクレーンは1750年、フィールドは1751年）。これらの骨格標本は、互いに片腕を前に出し、指し示し合っている。左側に書かれたフィールドの名前は、「若き紳士ハリー」（英: Young Gentleman Harry）との二つ名を持っていたヘンリー・シムズを意味する "GENTL HARRY" から、直前に差し替えられた可能性がある。シムズは1747年に処刑された強盗犯である。孤独な「善人」というモチーフは4枚目までしっかり続いているが、これはフィールドの骨格標本を指す学者として描かれ、残酷な道を歩み始めた人間の避け難い運命を象徴している。

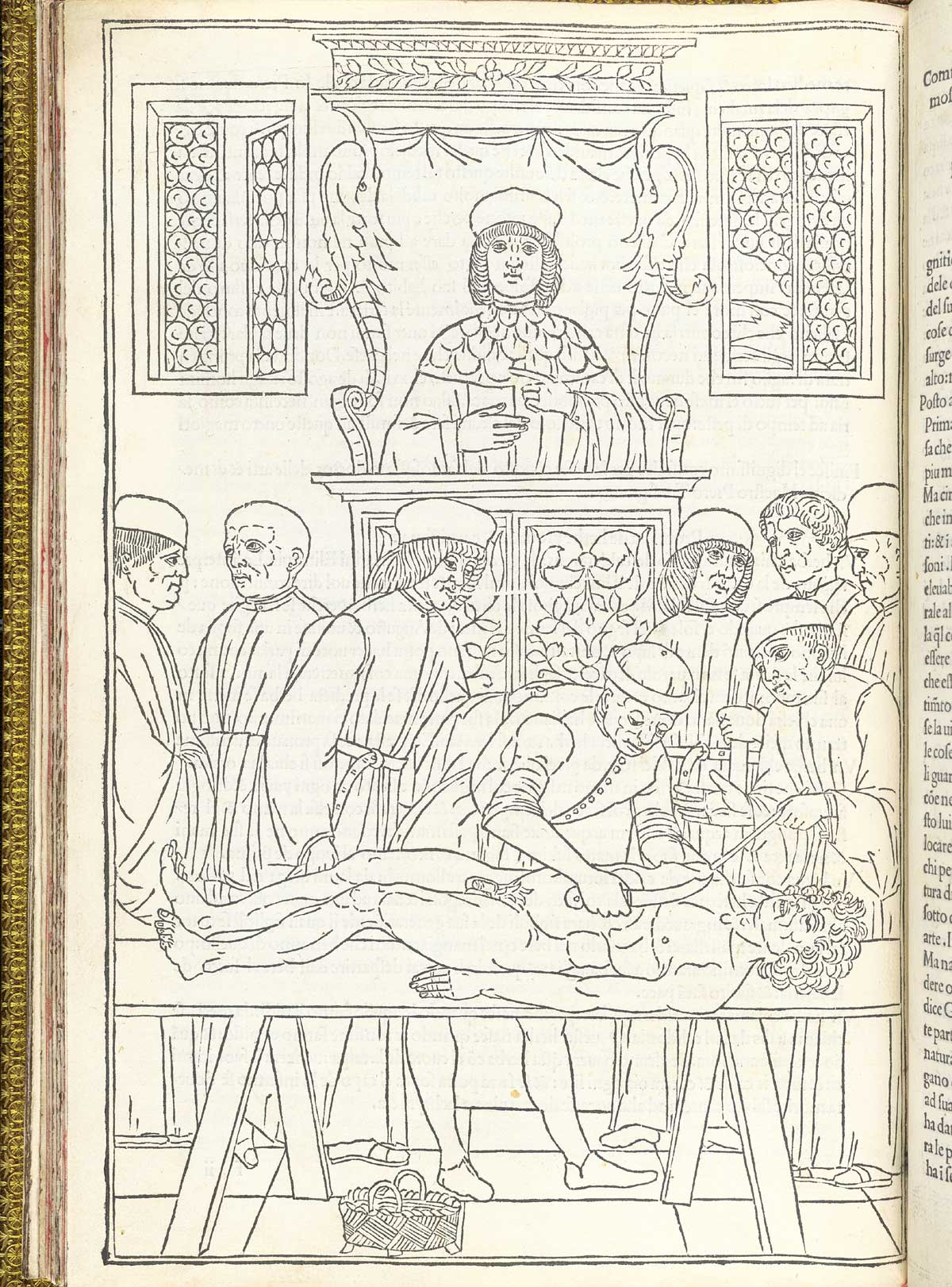
1495年に作られたこの木版画には、ホガースの絵の基礎となる要素がいくつも見られる

この場面の構図は、アンドレアス・ヴェサリウスによる『ファブリカ』口絵のパスティーシュであり、オランダ出身かつイングランド在住の芸術家でホガースが敬愛していた、エフベルト・ファン・ヘームスケルクの作品 "Quack Physicians' Hall"（1730年頃）からの借用がある可能性も指摘されている。もっと初期の作品で影響を与えた可能性があるのは、1495年にヨハネス・デ・ケタムが作った "Fasciculo di medicina" (en) の木版画が挙げられるが、より単純ではあるものの、両脇に窓がある場所に座長が座っているなど、多くの共通要素を持ち合わせている。
第4枚目に書かれている最後の警句は次の通りである。
| Behold the Villain's dire disgrace! Not Death itself can end. He finds no peaceful Burial-Place, His breathless Corse, no friend. | Torn from the Root, that wicked Tongue, Which daily swore and curst! Those Eyeballs from their Sockets wrung, That glow'd with lawless Lust! | His Heart expos'd to prying Eyes, To Pity has no claim; But, dreadful! from his Bones shall rise, His Monument of Shame.                  |
| 悪党の悲惨な不名誉を見よ！ 終わりを告げられるのは死そのものではない。 彼は墓場に平和を見出すことなく、 息の無い屍に友は無い。     | 根元から裂けた、よこしまな舌は、 日ごと罵り、災いを願ったものだ！ 眼窩から取り出された目玉はねじられる、 無法な渇望とともに照り輝いた目が！  | 彼の心臓は好奇の目に晒され、 憐れみの言葉はひとつも無い、 しかし、酷いものよ！彼の骨から立ち上がるのは、 彼の不名誉を伝える記念碑なのだ。 |

## 受容
ホガースは作品の出来に満足していた。『ヨーロピアン・マガジン』では、彼がコーンヒルの本屋、シーウェル氏（英: Mr. Sewell）に話したというコメントが掲載された。
自分の作品にとても誇れるようなものはそう無いが、いま喜びを感じているのは、『残酷の4段階』の連作だ。あの作品の出版で私は、言うのも恥ずかしいが、かつてこの国に広がっていたような、動物に対する残忍で野蛮な精神が阻止されたのだと信じている。—「ヨーロピアン・マガジン」European Magazine、1801年6月
また彼は未完に終わった "Apology for Painters" の中で、更にこう述べている。
あの4作で残酷な行為が止められたのだとしたら、私は[ラファエルの]絵の作者になるよりも、あの4作の作者でいることを選ぶだろう。私がローマ・カトリックの国に住んでいない限り。
1817年に出版された "Shakespeare and His Times" の中で、ネイサン・ドレイクは、第1プレートの「鶏投げ」（英: "throwing at cocks"）の描写について、当時一般的だったこの行為への認識を変え、行政による規制を厳しくする効果があったと述べている。
一方で、作品を気に入らなかった人物も存在する。チャールズ・ラムは連作がただの風刺画に過ぎず、ホガースの他作品に並べるほどの価値が無いと切り捨て、むしろ彼の普段の習慣から出た「気まぐれなユーモア」（英: "wayward humour"）の結果ではないかと述べた。美術史研究家のアラン・カニンガムも、作品に対して強い感情を抱いている。
こんな作品なんか描かれなければよかったのにと願っている。確かに連作では卓越した技術が示されているし、登場人物への深い理解もある。それでも、全体の効果はひどいもので、野蛮で不愉快だ。凶暴な男の子が凶暴な大人の男になり、残酷な経歴の結果として残虐な殺人に走り、その結果絞首刑に架けられて解剖されるのだ。
1832年解剖法により殺人犯の解剖制度は終了し、作品で描かれたような動物虐待は、1835年動物への虐待法により非合法とされた。このため1850年代までには、連作は歴史的なものと見なされるようになったが、それでも作品には観る者に衝撃を与える力があり、それは現代の観衆でも同じことなのである。